# (36120) 1999 RS136
1999 RS136 (asteroide 36120) é um asteroide da cintura principal. Possui uma excentricidade de 0.10450090 e uma inclinação de 10.40008º.
Este asteroide foi descoberto no dia 9 de setembro de 1999 por LINEAR em Socorro.